# Mónika
A Mónika (régebbi írásmódja Monika) vitatott eredetű női név. A leginkább valószínű, hogy karthágói pun eredetű, jelentése: istennő, viszont mások szerint görög eredetű és jelentése: magányos, megint mások szerint viszont latin eredetű és jelentése: intő, figyelmeztető, tanító. Egyes források indogermán eredetű névként említik, ahol jelentése: megmentő. [forrás?]

## Gyakorisága
Az 1970-es években lett nagyon divatos név, majd csökkent a népszerűsége, de még az 1990-es években is igen gyakori név volt Magyarországon. A 2000-es években (2006-ig) a 60-98. leggyakoribb női név.

## Névnapok
- május 4.[2]
- augusztus 27.[2]

## Híres Mónikák
- Szent Mónika, Hippói Szent Ágoston anyja, az anyák katolikus védőszentje
- Monica Bellucci, olasz színésznő
- Monique Coleman, amerikai énekesnő, színésznő
- Mónica Cruz, spanyol énekesnő, színésznő, táncos és modell
- Csuka Mónika, énekes, zenész
- Erdélyi Mónika, tv-műsorvezető
- Gáspár Monika, tv-műsorvezető
- Hoffmann Mónika, énekesnő
- Kovacsicz Mónika, kézilabdázó
- Lamperth Mónika, politikus, önkormányzati és területfejlesztési miniszter
- Pokrivtsák Mónika, tv-műsorvezető, fotómodell, botrányhősnő
- Mónica Puig, Puerto Ricó-i teniszező, olimpiai bajnok
- Monique Serf, ismertebb nevén: Barbara, francia énekesnő
- Szeles Mónika, vajdasági magyar származású amerikai teniszező
- Ullmann Mónika, színésznő
- Vásári Mónika, színésznő
- Veres Mónika, énekesnő
- Monica Vitti, olasz színésznő